# Luis Mena Arroyo

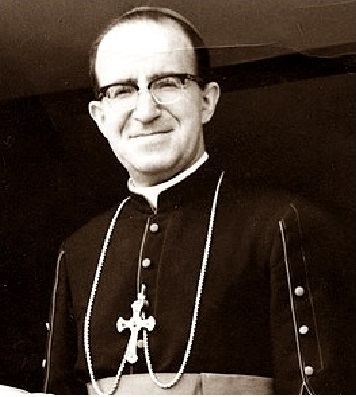
Luis Mena Arroyo (2106)

Luis Mena Arroyo (* 27. April 1920 in Churintzio, Michoacán, Mexiko; † 3. März 2009 in Zamora) war ein mexikanischer Geistlicher, Erzbischof der römisch-katholischen Kirche und Weihbischof in Mexiko-Stadt.

## Leben
Luis Mena Arroyo empfing am 8. April 1944 in Rom die Priesterweihe durch Luigi Traglia. Am 13. Juli 1961 ernannte ihn Papst Johannes XXIII. zum Titularbischof von Danaba und bestellte ihn zum Weihbischof im Erzbistum Mexiko. Die Bischofsweihe spendete ihm am 21. September 1961 Antonio Guízar y Valencia, Erzbischof von Chihuahua; Mitkonsekratoren waren Luis Guízar y Barragán, Bischof von Saltillo, und Manuel Talamás Camandari, Bischof von Ciudad Juárez. Am 1. September 1964 ernannte Papst Paul VI. ihn zum Titularerzbischof von Sinitis ernannt und zum Koadjutor-Erzbischof im Erzbistum Chihuahua bestellt. Am 24. August 1969 trat er als Koadjutor zurück. Mit dem persönlichen Titel eines Erzbischofs wurde er am 27. Juli 1979 durch Johannes Paul II. erneut zum Weihbischof im Erzbistum Mexiko mit Sitz in Mexiko-Stadt ernannt. Am 9. September 1995 trat er als Weihbischof zurück.
Er war Präsident der bischöflichen Kommission für den Klerus von 1968 bis 1970 und Vertreter der Kirche in der Metropolregion Mexiko-Stadt von 1992 bis 1994. 1995 wurde seinem Rücktrittsgesuch durch Johannes Paul II. stattgegeben.